# La justicia final del director PC (episodio de South Park)
«La justicia final del Director PC» («PC Principal Final Justice» como título original) es el décimo y último episodio de la decimonovena temporada de la serie animada South Park, y el episodio 267 en general, escrito y dirigido por el cocreador de la serie Trey Parker. El episodio se estrenó en Comedy Central el 9 de diciembre de 2015 en Estados Unidos, es la tercera y última parte de la trilogía de episodios tratándose de los anuncios, comenzando con «Sponsored Content» y seguido de «Truth and Advertising».

## Argumento
El Director PC entra a un bar ubicado en un distrito de Rusia, los clientes rusos se han enterado de quien es el Director PC e intentan a atacarlo, pero el Director termina acribillando fácilmente a sus enemigos. En la primaria de South Park, Kyle llama a una reunión en el baño con Cartman, Stan, Kenny y Butters para decirles que Jimmy fue asesinado por el director, según la información dada por Leslie. También declara su creencia en que el padre de Stan, Randy ha sido ayudado por el director para matar a cualquier objeto a las correcciones políticas hechas, hecho por el cual Stan queda disgustado. Kyle convence a Cartman, Kenny y Butters a conseguir armas para protegerse a sí mismos, y rápidamente llegaron a conseguirlas.
En la cena con su familia, Randy se disculpa diciendo que ira al garaje donde el Señor Garrison, Caitlyn Jenner y la directora Victoria estaban examinando el disco duro del director PC que encontraron. Descubren que el director PC ha estado luchando en los barrios modernos de varias partes del mundo porque cree que el culpable de todo no es humano. También concluyen que quien quiera que empezó el chiste que resultó en el despido de la exdirectora Victoria tiene que ser el cerebro detrás del esquema entero. En la "Histórica Palte de Mielda" de South Park, Nathan y su novia prostituta Classi tienen de rehén a Jimmy, Nathan revela que ha estado utilizando a personas políticamente correctas para trabajar con los anuncios y así obtener el poder que desea. En casa, Cartman y su madre tienen una discusión porque Eric ve televisión en horario de medianoche, y su madre ordena que entre en su habitación a dormir, Eric se niega y amenaza con matar a su madre apuntando con su pistola si sigue con su advertencia, su madre responde apuntando con otra pistola, y finalmente Eric se va a su habitación. Stan descubre a Randy y a los demás en el garaje y apunta con su pistola para forzarle a contar la verdad, pero Randy responde apuntando con una pistola a Stan. Esto crea una discusión donde Sharon, Randy, Stan, y Shelly apuntan sus armas unos contra otros, pero luego de un diálogo donde todo el mundo escucha a uno al otro, y Randy jura revelar todo lo que sabe.
El Director PC es capturado y llevado a bordo de un portaaviones donde una llamada telefónica realizada por Barack Obama ordena que el Director PC debe ser liberado, pero se revela que Leslie se hizo pasar por la voz de Obama. En la tienda de armas de Jimbo, el negocio está en paso firme con las ganancias de la venta de armas, Jimbo menciona al Oficial Barbrady que va a haber un show de armas en la que estarán todos los ciudadanos de South Park, al oficial Barbrady le preocupa. Leslie convence a Kyle para ir al show de armas y dar uno de sus discursos. Kyle inicialmente desiste en dar más discursos, pero aun así está de acuerdo mientras Leslie esté con él. En la casa de la familia Marsh, el grupo descubre un anuncio en internet que muestra al Director PC y a Leslie, a lo que Stan concluye que Kyle es el cerebro del plan desde que está ayudando Leslie, entonces Randy con Jenner y compañía incluido Stan toman sus armas para intentar matar con bondad a Kyle. Nathan le muestra a Jimmy un avance de la próxima edición del periódico escolar con un titular que habría una tragedia en el show de armas, pero cuando Classi se muestra en contra de los anuncios, Nathan le abofetea, como lo hacía con Mimsy, su anterior compañero. Classi no toleró esto y ataca a Nathan, luego ella le da a Jimmy sus muletas contando todo el apoyo y juntos se dirigen al show de armas en su auto llamado "Classimóvil".
El Show de armas, el cual se parece más a un espectáculo de razas de perros (y patrocinado por una marca de comida para perros), es interrumpido por Randy y su grupo con las pistolas buscando a Kyle, enseguida Kyle y Leslie llegan al sitio apuntando con una pistola, seguido dentro de poco por Jimmy, oficial Barbrady y Classi también con pistolas. Jimmy revela que Leslie es un anuncio sensible que adoptó forma humana y que ya nadie puede saber quién es un anuncio y quién es humano. En la audiencia, el Señor Mackey saca su pistola y revela que él fue culpable de la broma del Cosby caliente que resultó con el despido de la directora Victoria. Leslie menciona a todo el público presente que los anuncios se vuelven más inteligentes y que nunca serán derrotados, siendo escuchado por el Director PC que al enterarse de que su especie tomó lo políticamente correcto y lo usó para el mal, luego se enfurece y acto seguido golpea a Leslie rompiendo su rostro ocasionandole la muerte. De vuelta al distrito "Palte de Mielda", Randy y todos los ciudadanos de South Park, reclaman a Whole foods que son conscientes de los problemas causados por los anuncios, es así que Randy pide la salida de Whole Foods de la ciudad, haciendo que Whole Foods se eleve y desaparezca entre las nubes. Al finalizar, El Director PC realiza una charla con sus estudiantes mencionando que él seguirá ejerciendo su cargo como director de la escuela y continuará luchando en lo PC, también luchará para eliminar los anuncios y mantener a South Park en lo más políticamente correcto posible.

## Recepción crítica
Max Nicholson de IGN le dio al episodio un 7.4 de 10, y acabó su revisión declarando que el episodio "era una bolsa mixta en plazos de ligar todo. Mientras ofrecía una mezcla de PC, anuncios y gentrificación, la historia se sentía como un primer borrador con necesidad de algún serio editando."  Chris Longo de Den of Geek dio al episodio 4 de 5 estrellas, y declarando en su revisión "Que se utilizaron cosas actuales como Trump, Jenner, ISIS y el control de armas sobriamente durante la temporada, diciendo que ellos (Matt Stone y Trey Parker) crearon el arco más agudo y matizado  en la historia de la serie". Dan Caffreyde de The A.V. Club, Dan Caffrey valoró el episodio con una A-, declarando que "los creadores del show ahora han pasado de hacer sencillamente diversión a ser guerreros de la justicia social a favor de examinar cómo la mentalidad de un guerrero de justicia social puede dejar a uno vulnerable ante la manipulación corporativa. Aquello es un lejos mensaje más complejo de la cultura PC = mala y estúpida.'"